# 네팔 요리

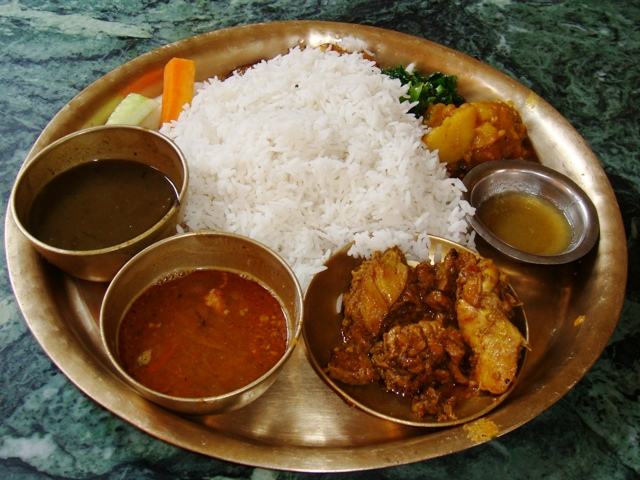
달 바트 타르카리

네팔 요리(Nepal 料理, 네팔어: नेपाली व्यञ्जन 네팔리 비야뉴잔)는 남아시아에 있는 네팔의 요리이다. 네팔 자국내에서도 다양한 민족이 섞여 있고 지형적 특성이 많이 나기 때문에 독특한 특성을 고루 담고 있는 것이 네팔 요리의 특징이다. 따라서 네팔 요리를 정의한다면 꼭 하나로만 말하기는 어렵다. 천의 얼굴을 갖고 있다고 보는 것이 그 답일 것이다. 대표적인 요리로는 렌즈콩 수프인 달 바트가 있다.

## 종류
- 네와르족 요리 - 카트만두 계곡 지역에 사는 네와르 족의 음식을 지칭하는 말이다. 그들은 히말라야 산기슭에 많이 거주하며 평균 해발고도는 3000미터에 달한다.
- 카/파하리족 요리 - 힌두교 상류 계급에 속한다고 할 수 있는 계급이다. 식습관에 제약이 많아서 돼지고기와 쇠고기, 염소 등 모든 육식을 금하고 있다. 때문에 "언덕의 종족"이라는 변명이 있다. 불가촉천민의 경우 육식을 하기도 한다.
- 테라이 요리 - 남쪽 저지에서 발생한 요리 형태이다. 몇몇 요리 형태는 인도의 요리와 별반 차이가 없을 정도로 아주 흡사하다. 하지만 타루족과 다른 인종 간의 여러 차이가 드러나기도 한다.
- 히말라야식 요리 - 네팔의 북쪽 지역에서 먹는 음식 형태로서 티베트를 비롯한 지역 종족의 특성을 드러낸다. 보리와 기장이 주요 곡식이다. 감자를 아주 많이 먹는 것도 특징이다. 이 곳에서는 육류 소비가 가능해서 야크나 소와 야크의 잡종 등의 고기를 먹을 수 있다.

## 갤러리

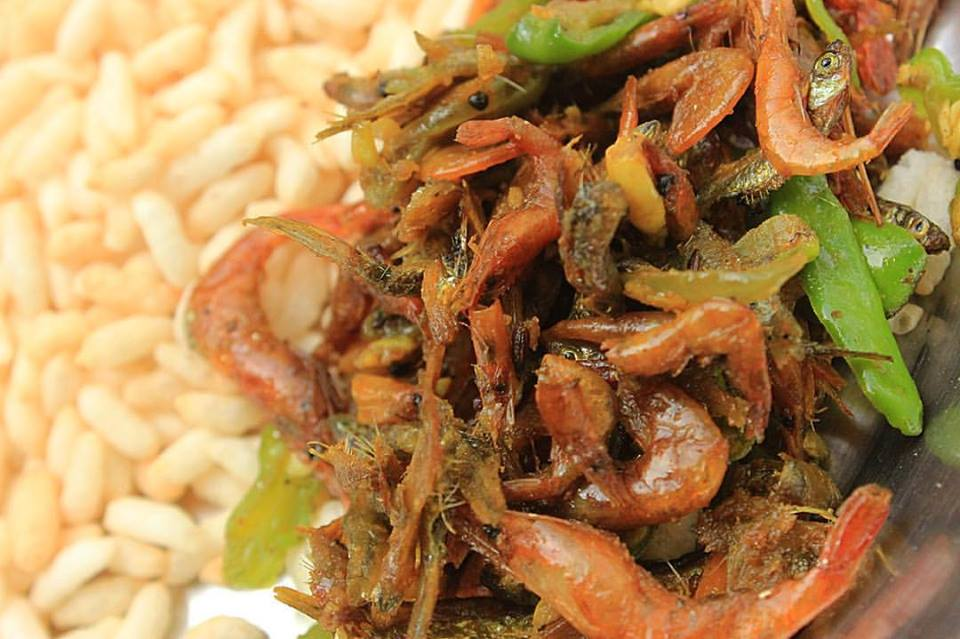
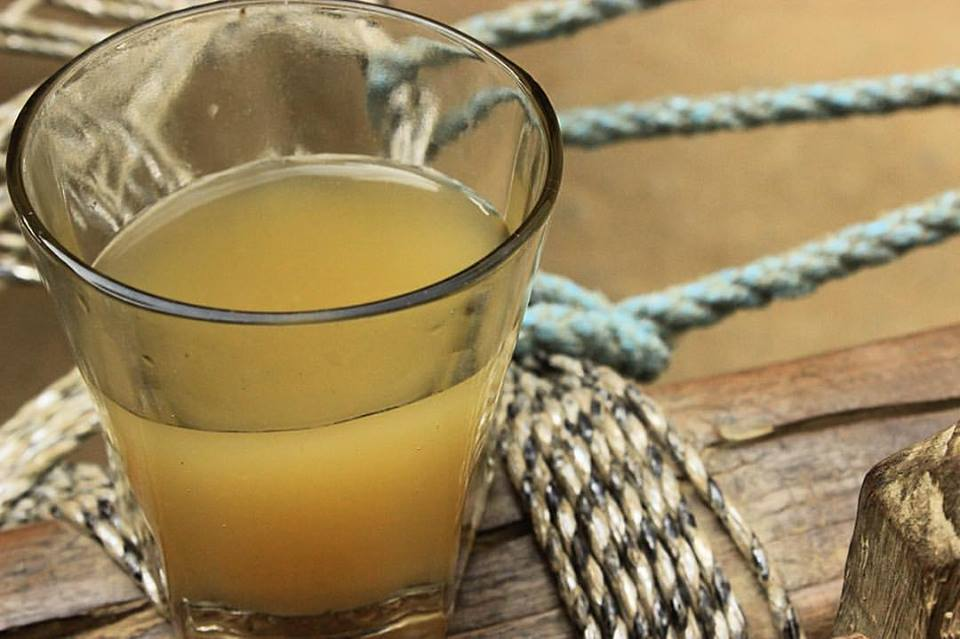
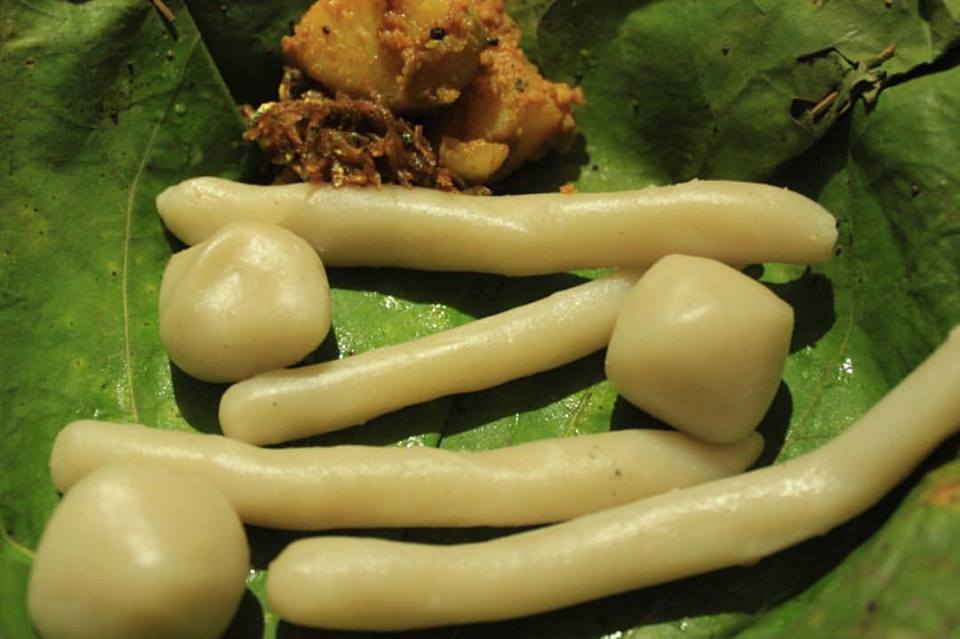
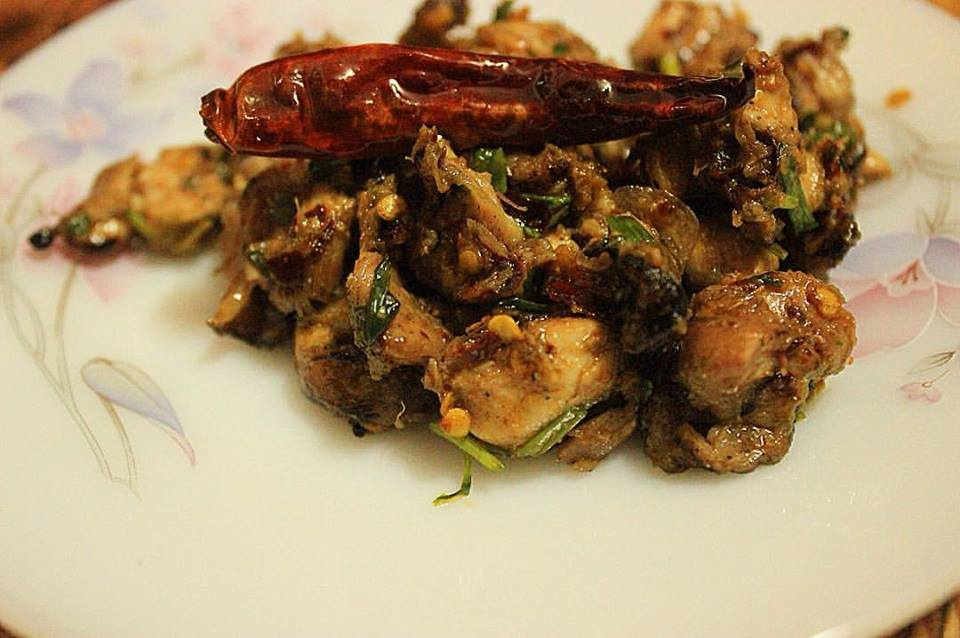
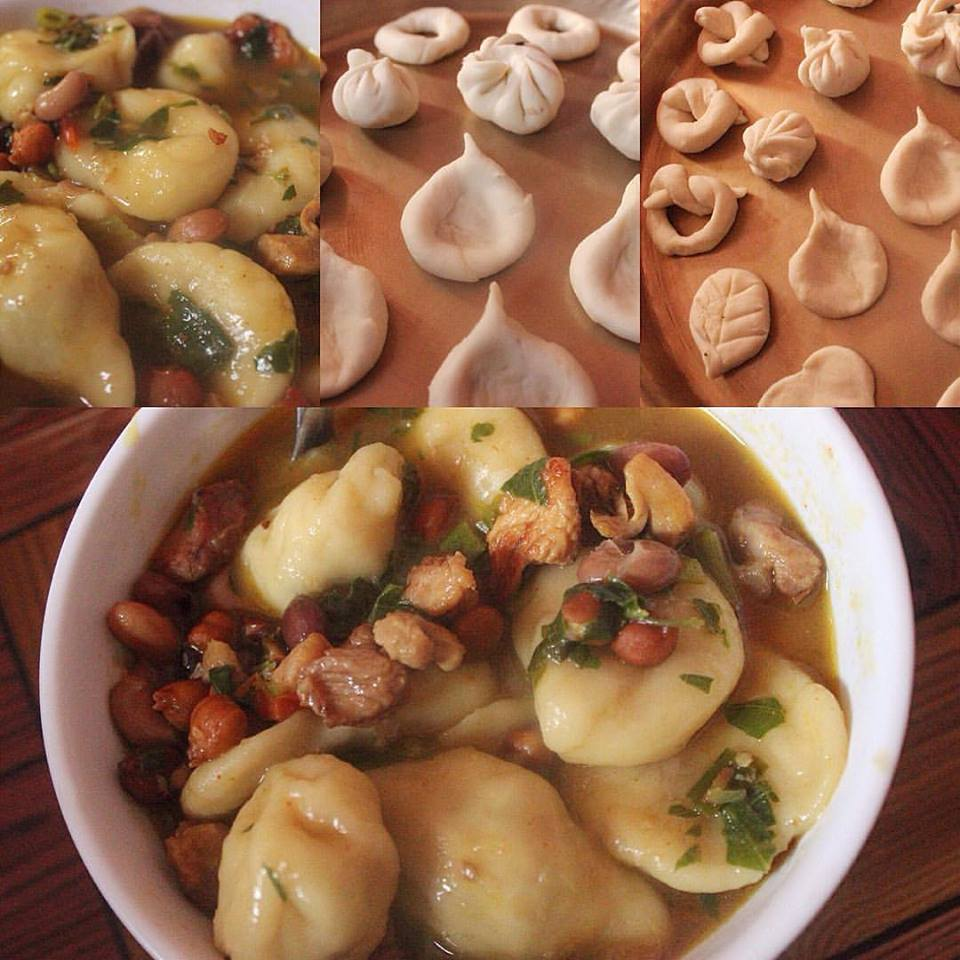
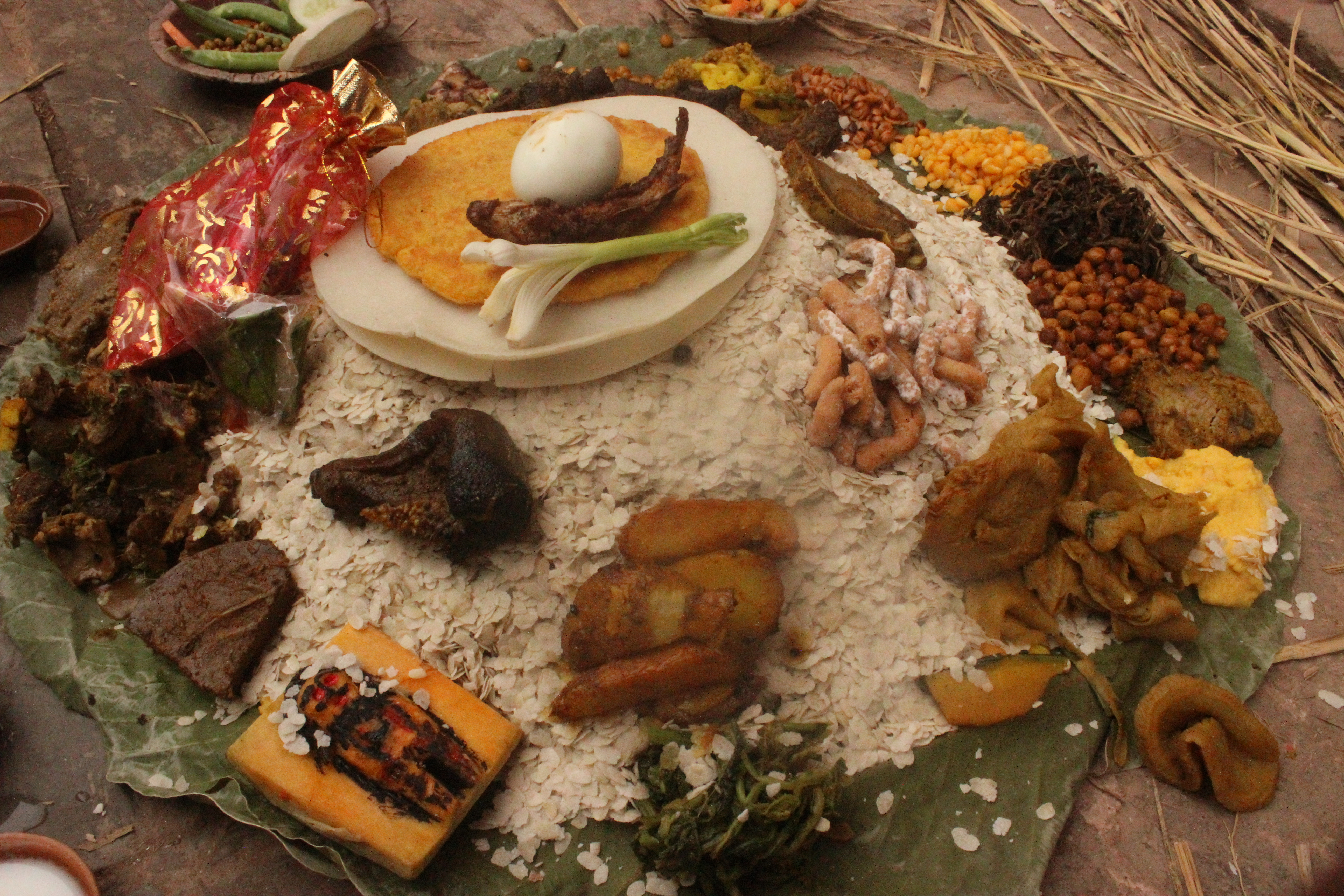
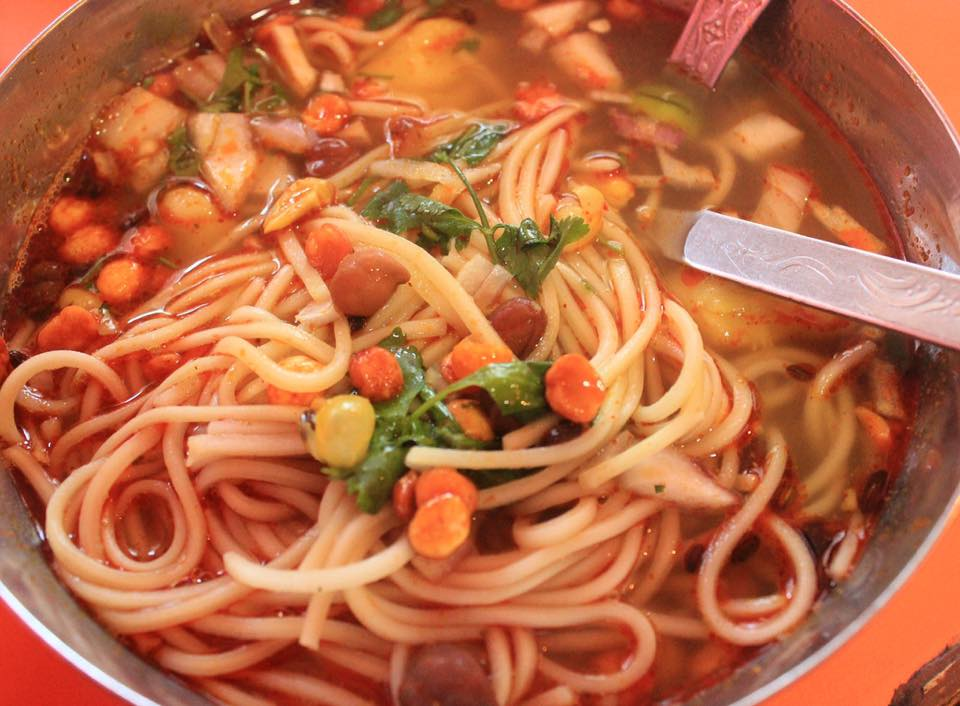
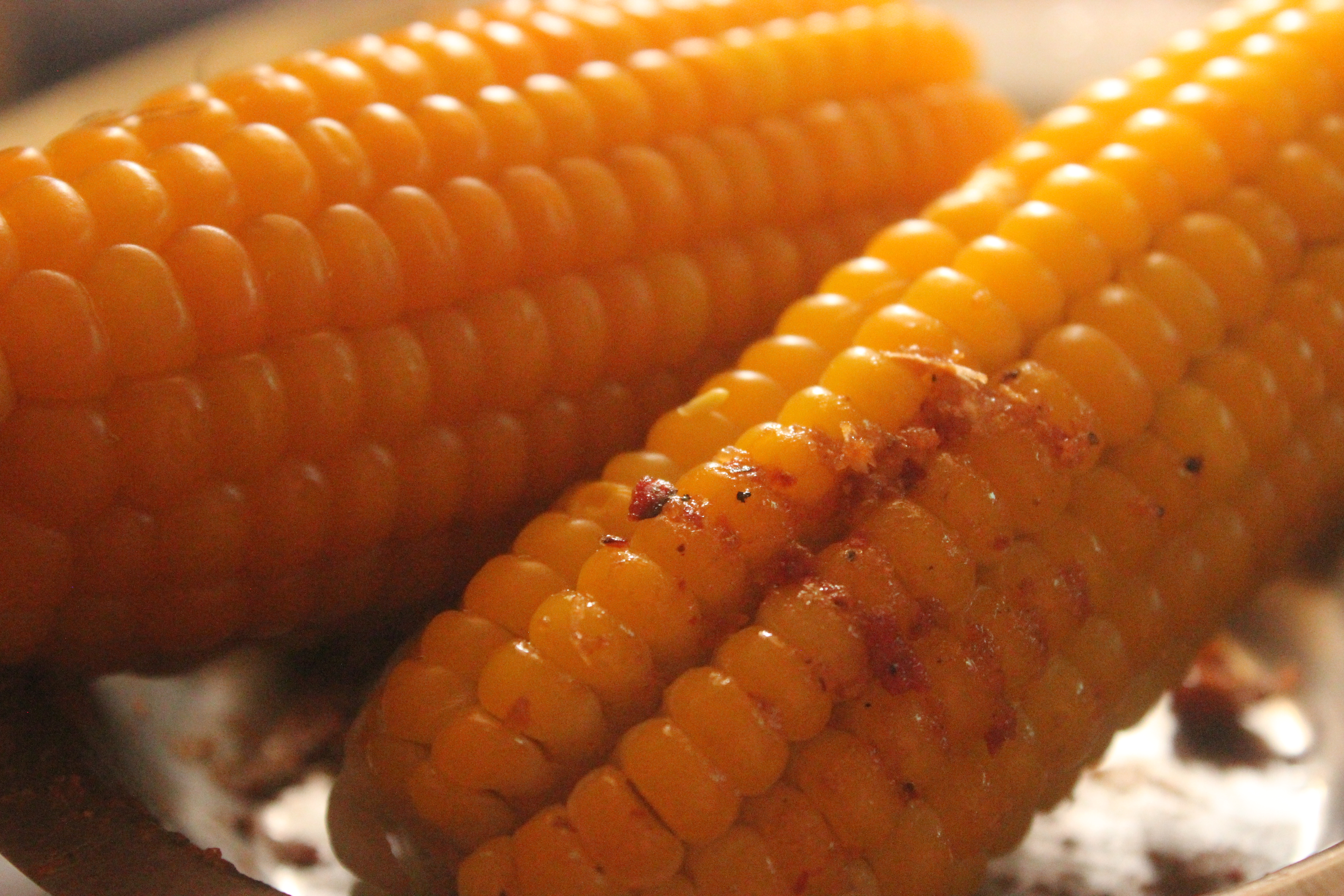

## 같이 보기
- 남아시아 요리